# Салах Абд ас-Сабур
Абд ас-Са́бур (Сабур Салах; *1927 — †1981) — єгипетський поет, літературний критик.
Ас-Сабур друкувався з 1940-х років. Його твори, опубліковані в періодиці, відмічені пошуками гуманістичних ідеалів, зверненням поета до філософської тематики. В поезії широке застосування знайшла техніка вільного вірша. Для п'єс характерне символічне перетворення філософських ідей, які звертаються як до мусульманських, так і до християнських традицій. Великий вплив на його драматургію, на думку єгипетських критиків, мала творчість Томаса Еліота.

## Праці

### Збірки віршів
- Люди країни моєї (1957)
- Я звертаюсь до Вас (1957)
- Мрії лицаря минулих часів (1964)
- Роздуми про ранній час (1970)
- Мандрівка в ніч (1970)
- Нічні дерева (1972)
- По морю пам'яті (1979)

### Віршовані п'єси
- Трагедія Халладжа (1966, поставлена 1967)
- Нічний мандрівник (1969)
- Принцеса очікує (1970)
- Лейла і Маджнун (1970)
- Коли король помре (1973)

### Праці з літературознавства
- Нове прочитане нашої старої поезії (1968)
- Моє життя в поезії (1969)

## Визнання
Вагоме місце Салаха Абд ас-Сабура у історії новітньої літератури Єгипту відзначає російський дослідник Сафронов В. В.
Салаха Абд ас-Сабура називає своїм «духовним батьком» єгипетський поет, письменник, журналіст і літературний критик Хасан Тауфік.